# 若草の祈り
『若草の祈り』（わかくさのいのり、英：The Railway Children）は、イーディス・ネズビットが1906年に発表した児童文学である。『鉄道きょうだい』や原題を直訳した『鉄道の子供たち』としても知られている。

## 登場人物

### 家族
- 父親：とても勤勉で知的な上級公務員である。家庭では献身的な夫／父親であるが、ある日スパイ疑惑をかけられてしまう。最終的には容疑が晴れる。
- 母親：子供向けの詩や物語を作りに秀でている。彼女も献身的な妻であり母である。困っている人を見かけると助けずにはいられない。夫同様に心温かい人物として描かれる。
- ロベルタ（ボビー）：長女。兄弟の中で最も分別がある。性格は母親に似ている。
- ピーター：長男。機転のきく利口な少年であるが、時に考えなしに行動してしまう。また兄弟を引っ張っていくのは自分であると思っており、危機的状況では彼がよくリーダーシップを発揮している。
- フィリス：次女。兄弟の中では最も幼い。
- ルース：家族の使用人。物語の序盤で子供たちを世話する様子が描かれる。すぐに解雇されるため、その後の物語には一切出てこない。
- エマ叔母さん：母の妹で几帳面な人。

### 村人
- ミス・ヴィニー：家政婦
- ミス・ランサム：村の郵便局長
- アルバート・パークス：駅で運搬人として働く。兄弟の友人。人付き合いを好むが、プライドのため彼らと仲が悪くなることもしばしばみられる。彼は妻と3人の子供と暮らしている。鉄道や周囲の地域について非常に詳しい。
- パークス夫人：アルバート・パークスの妻
- 駅長：パークスの上司。横柄な態度を見せるときもあるが、善い人である。
- ビル（機関手）：兄弟の友達。
- ジム（消防士）：兄弟の友達。ペーターの壊れたおもちゃの機関車を見て、修理できる人を呼び出した。
- 信号手：鉄道の信号所に勤める。彼の幼い子供は病気にかかっている。
- ビル（船長）：兄弟には敵意を抱いている。彼らが火事のなか、彼の船と息子を救出したことで彼の態度は一変した。
- ビルの妻：夫とは違い、兄弟に対して初めから好意的だった。夫が不在の間は、彼らに水路で魚釣りをするように勧めていた。

### 村の外の人
- 老紳士：鉄道の管理者。兄弟の友人であり、彼らの母を病気から救った。また兄弟の父親を開放する手助けをした。ジム（男子生徒）の祖父である。
- ジム（男子生徒）：老紳士の孫。ペーパー・チェースで鉄道のトンネル内で遊んで足を折ってしまう。遊んでいる様子を遠くで見ていた兄弟によって、彼は運よく助け出される。
- フォレスト医師：田舎の医師。彼の治療は十分でなく、兄弟の母親への治療は簡易的なものだった。
- シュツェパンスキー：反体制派のロシアの知識人。シベリア監禁を恐れて、妻と子供とともにイングランドにやってきた。

## 映像化
1951年、1957年、1968年、2000年にイギリスでテレビドラマが制作された。
1970年にライオネル・ジェフリーズ監督・脚本で映画化、日本では『若草の祈り』のタイトルで1971年に公開された。

## 盗作の申し立て
2011年、エイダ・J・グレイブス著『The House by the Railway』のプロットに類似しているとしてネズビットは告訴された。デイリー・テレグラフは、グレイブスの作品が『若草の祈り』より9年前（1896年）に出版されていると報じた。しかしながら、すべての情報源がこの指摘を裏付けるものではなかった。雑誌Tor.comは上記の報道は不正確であり、どちらも1906年に出版されていると報じた。

## 日本語訳
- 『若草の祈り』E.ネズビット著、岡本浜江訳、角川文庫、1971年[8]
- 『若草の祈り』E.ネスビット原著, 藤井基精注釈、泰文堂、 1971年12月[9]
- 『若草のいのり』ネズビット原作、前田三恵子著、集英社〈マーガレット文庫〉、1974年[10]　※翻案
- 『若草の祈り』E.ネズビット原作、長瀬みき画、若木書房〈ティーン・コミックス・デラックス〉、1981年5月[11]　※漫画
- 『鉄道きょうだい』E.ネズビット著、中村妙子訳、教文館、2011年12月、ISBN 978-4764269460[12][13]